# 埃皮艾-吕
埃皮艾-吕（法語：Épiais-Rhus，法語發音：[epjɛ ʁy] ⓘ）是法国法兰西岛大区瓦兹河谷省的一个市镇，属于蓬图瓦兹区。该市镇由埃皮艾（Épiais）和吕（Rhus）两个村庄组成。

## 地理
埃皮艾-吕（49°7'20"N, 2°3'43"E）面积10.46 平方千米，位于法国法蘭西島大區瓦兹河谷省，该省份为法国北部内陆省份，北起瓦兹省，西接厄尔省，南至塞纳-圣但尼省、上塞纳省和伊夫林省，东临塞纳-马恩省。
与埃皮艾-吕接壤的市镇（或旧市镇、城区）包括：特维尔、热尼库尔、格里西莱普拉特尔、利维利耶、瓦朗古雅尔。

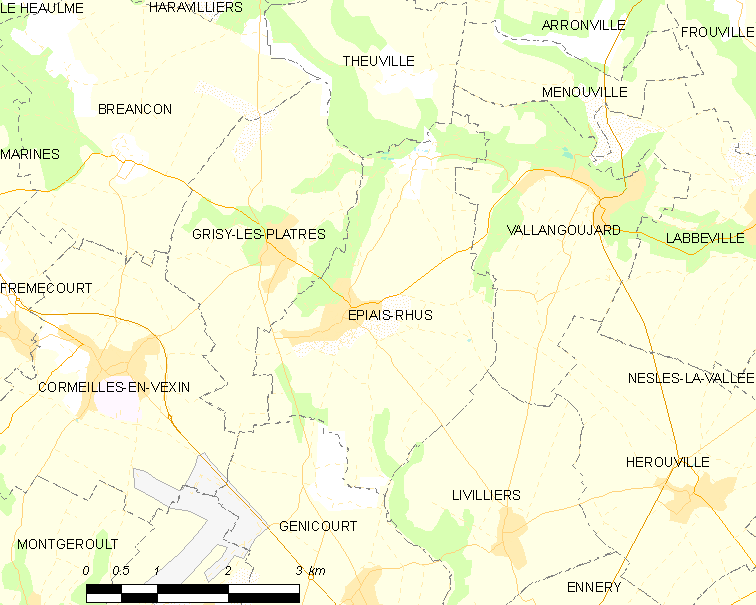
埃皮艾-吕的OSM定位图

埃皮艾-吕的时区为UTC+01:00、UTC+02:00（夏令时）。

## 行政
埃皮艾-吕的邮政编码为95810，INSEE市镇编码为95213。

## 政治
埃皮艾-吕所属的省级选区为蓬图瓦兹县。

## 人口

1962-2008年间埃皮艾-吕人口变化图示

埃皮艾-吕于2022年1月1日时的人口数量为607人。